# Roderick Blakney
Roderick Bertrand Blakney (Hartsville, 6 agosto 1976) è un ex cestista statunitense naturalizzato bulgaro, professionista nella CBA e in Europa.

## Palmarès
- IBA Defensive Player of the Year (1999)
- IBA Rookie of the Year (1999)
- IBA Honorable Mention (1999)
- Migliore nelle palle recuperate IBA (1999)
- All-IBL First Team (2001)
- Migliore nelle palle recuperate IBL (2001)